# 西小中台 (千葉市)
西小中台（にしこなかだい）は、千葉県千葉市花見川区の地名。丁番を持たない単独町名である。郵便番号は262-0016。

## 概要
千葉市の北西部、花見川区の南部に位置しており、千葉市の朝日ケ丘、宮野木台、小中台町、小仲台、花園町に隣接している。
地域の大部分が団地（西小中台団地）を含めた住宅地として整備されている。

## 世帯数と人口
2023年（令和5年）5月末現在の世帯数と人口は以下の通りである。
| 町丁     | 世帯数  | 人口    |
| -------- | ------- | ------- |
| 西小中台 | 967世帯 | 1,707人 |

## 小・中学校の学区
市立小・中学校に通う場合、学区は以下の通りとなる。
| 番地     | 番地 | 小学校                 | 中学校                 |
| -------- | ---- | ---------------------- | ---------------------- |
| 西小中台 | 全域 | 千葉市立西小中台小学校 | 千葉市立朝日ケ丘中学校 |

## 施設
- 千葉市立西小中台小学校
- 鳥込貝塚
- 西小中台団地